# Ignasi Costa i Amills
Va néixer a Guardiola de Berguedà el 23 de febrer de 1954. Llicenciat en Ciències Econòmiques per la Universitat Autònoma de Barcelona (UAB) a Bellaterra l'any 1978 i mestre, diplomat en Professorat d'Educació General Bàsica en l'especialitat de Ciències Humanes també a la UAB a Sant Cugat del Vallés l'any 1977. Va exercir de mestre en dos períodes diferents. El primer des del març de 1978 fins a l'agost de 1986 a escoles de l'Alt Berguedà (Sant Julià de Cerdanyola, Bagà i Guardiola de Berguedà). El segon des del setembre de 2007 fins al febrer de 2014 al Centre de Formació d'Adults Jacint Carrió Vilaseca de Manresa on es va jubilar.
Va ser escollit alcalde de Guardiola de Berguedà en les primeres eleccions democràtiques l'abril de 1979 per la candidatura Entesa d'independents de Guardiola, càrrec que va exercir fins al juny de 2003 en ser reelegit en les eleccions de 1983, 1987,1991, 1995 per Progrés del Berguedà (PB) i en les de 1999 per Partit dels Socialistes de Catalunya-Progrés Municipal de Catalunya (PSC-PMC). Els primers anys va compaginar l'Alcaldia amb la seva professió de docent i a partir del setembre de 1986 es va dedicar exclusivament a la política municipal. En tots aquests anys d'ajuntament sempre va formar part dels organismes comarcals existents en cada moment, com la Mancomunitat de Municipis del Berguedà, el Consell de Muntanya i el Consell Comarcal. Alguns anys va ser Vicepresident del Consell comarcal, portant l'àrea de Joventut i en altres va ser el portaveu del Grup Progrés del Berguedà al Consell Comarcal.. També va formar part del Consell Nacional de la Federació de Municipis de Catalunya en representació del pobles petits des de 1987 fins al 2003.
Va ser regidor a l'oposició al mateix ajuntament des del 2003 fins al 2011 (PSC-PM), quan va deixar la política i es va dedicar totalment a la docència. Des del 2003 fins al 2007 va ser anomenat assessor a la Diputació de Barcelona pel grup del PSC. Va militar al PSC gairebé 24 anys, des del febrer de 1990 fins al desembre de 2013 quan va presentar la seva baixa per discrepàncies amb l'actuació del partit sobre el dret a decidir dels catalans sobre el seu futur.